# Gary McAllister
Gary McAllister MBE (Motherwell, 25 de dezembro de 1964) é um ex-futebolista e atualmente treinador de futebol escocês. Atualmente é auxiliar-técnico de Steven Gerrard no Aston Villa.

## Carreira
Iniciou a carreira em 1981, no Motherwell, estreando em maio do ano seguinte, contra o Queen of the South. Pelo Well, McAllister jogou 70 partidas e fez 8 gols. Seu desempenho chamou a atenção do Leicester City, que pagou 350 mil libras para contratar o meio-campista em agosto de 1985. Até 1990, disputou 201 jogos e fez 47 gols.
Desde então, permaneceu no futebol inglês, com destaque para suas passagens por Leeds United e Coventry City, tendo assinado de forma surpreendente com o Liverpool em julho de 2000, numa transferência livre. Torcedores dos Reds questionaram o técnico Gérard Houllier por ter contratado um jogador de 35 anos de idade. Mesmo jogando relativamente poucas vezes (55 partidas), foi destaque em vários jogos, principalmente nas bolas paradas - na final da Copa da UEFA de 2000–01, fez o terceiro gol do Liverpool (de pênalti), deu um passe para Robbie Fowler deixar o seu e cobrou a falta que originou o gol-contra de Delfí Geli, garantindo o título dos Reds.

## Volta ao Coventry, estreia como treinador e aposentadoria
Sem espaço no Liverpool, McAllister voltou ao Coventry City em maio de 2002, e além de jogar, seria o técnico dos Sky Blues. Exerceria a dupla função até janeiro de 2004, quando precisou se afastar para ficar mais tempo com sua família e passou o comando para o auxiliar-técnico Eric Black. Em sua segunda passagem pelo clube, The Enforcer disputou 55 partidas e fez 10 gols, encerrando sua carreira de jogador em 2004, aos 39 anos.

## Regresso ao futebol
Após 3 anos fora do futebol, McAllister retornou ao esporte em 2008, quando foi contratado pelo Leeds United para substituir Dennis Wise. Em seus primeiros jogos pela equipe, foram apenas 2 derrotas, e teve o contrato renovado para a temporada seguinte. Porém, uma sequência de maus resultados fez com que o ex-meia perdesse o cargo em dezembro do mesmo ano. Ainda teve uma curta experiência como treinador interino do  Aston Villa em 2011, e foi auxiliar-técnico de Steven Gerrard no Rangers entre julho de 2018 e novembro de 2021, quando voltou ao Aston Villa para exercer a mesma função.

## Seleção Escocesa
McAllister estreou pela Seleção Escocesa em 1990, num amistoso contra a Alemanha Oriental, antes da Copa da Itália, a qual foi convocado, mas não disputou nenhuma partida.
Situação oposta foi na Eurocopa de 1992, sendo titular nos 3 jogos, porém não evitou a eliminação na primeira fase. Com a não-classificação da Escócia para a Copa de 1994, voltou na Eurocopa de 1996, disputada na Inglaterra. O meio-campista foi novamente o titular nas 3 partidas, e novamente não impediu outra eliminação na fase de grupos - mesmo empatada em pontos com a Holanda (ambas tiveram ainda uma vitória, um empate e uma derrota), no saldo de gols (-1), a Escócia caiu por ter sofrido um gol a mais (2) que a Laranja Mecânica (um gol).
Embora estivesse em boa fase no Coventry City e jogado as eliminatórias da Copa de 1998, McAllister não foi convocado para o torneio devido a uma lesão. O último de seus 57 jogos pela seleção foi em 1999, contra a República Tcheca, pelas eliminatórias da Eurocopa de 2000. Foram ainda outros 5 gols pela equipe (1 em 1990, 3 em 1992 e o último, em 1997). Mesmo com os pedidos do técnico Craig Brown, McAllister não voltaria a defender a Seleção Escocesa.

## Agressão
Em março de 2019, McAllister foi agredido no rosto enquanto saía de um bar em Leeds. O ex-volante Dominic Matteo, em suas redes sociais, publicou que o então auxiliar-técnico do Rangers perdera 3 dentes e teve que fazer uma cirurgia plástica.

## Títulos

### Como jogador
Motherwell
- Campeonato Escocês: 1984–85

Leeds United
- Campeonato Inglês: 1991–92
- Supercopa da Inglaterra: 1992

Liverpool
- Copa da Liga Inglesa: 2001
- Copa da Inglaterra: 2001
- Copa da UEFA: 2001
- Supercopa da Inglaterra: 2001
- Supercopa Européia: 2001

## Estatísticas como treinador
| Coventry City | Inglaterra | 24 de abril de 2002   | 11 de dezembro de 2003 | 76 | 21 | 26 | 29 | 39.04% |
| Leeds United  | Inglaterra | 30 de janeiro de 2008 | 21 de dezembro de 2008 | 50 | 25 | 8  | 17 | 55.33% |